# Cremona (cràter)
Cremona és un cràter d'impacte que es troba sobre l'extremitat nord-nord-oest de la Lluna. Des de la Terra aquest cràter es veu lateralment, i la seva visibilitat es veu afectada pels efectes de la libració. Per ser observat detalladament s'han d'utilitzar fotografies preses en òrbita. Es troba a mig camí entre el cràter Boole (situat al sud-sud-est) i el cràter Lindblad (situat en la cara oculta de la Lluna).
Es tracta d'un cràter relativament antic, bastant desgastat i envaït per nombrosos cràters més petits. La vora apareix erosionada i arrodonida per impactes menors, deixant només una àmplia depressió en la superfície amb parets interiors un poc irregulars. Petits cràters es troben en tot el costat nord i nord-oest del brocal. El cràter satèl·lit Cremona L travessa el bord sud. Un grup de petits cràters es localitza al costat del costat nord-est de la vora, formant part d'un patró de múltiples cràters que continuen cap al nord.
Els cràters Cremona B i Cremona C formen cràter doble al nord-oest del cràter principal. La paret interior en el costat occidental és insòlitament ampla, formant una superfície interior rugosa. El sòl de la meitat oriental és més pla, i conté les restes d'un pic central unit a la vora oriental de Cremona C.

## Cràters satèl·lit
Per convenció aquests elements són identificats en els mapes lunars posant la lletra en el costat del punt mitjà del cràter que està més prop de Cremona.
|         | \| Cremona \| Coordenades \| Diàmetre \| \| ------- \| ------------------------------------ \| -------- \| \| A \| 69° 36′ N, 91° 00′ O / 69.6°N,91.0°O \| 47 km \| \| B \| 67° 54′ N, 92° 24′ O / 67.9°N,92.4°O \| 20 km \| \| C \| 67° 12′ N, 92° 12′ O / 67.2°N,92.2°O \| 15 km \| \| L \| 66° 06′ N, 90° 00′ O / 66.1°N,90.0°O \| 23 km \| |          |
| Cremona | Coordenades | Diàmetre |
| A       | 69° 36′ N, 91° 00′ O / 69.6°N,91.0°O | 47 km    |
| B       | 67° 54′ N, 92° 24′ O / 67.9°N,92.4°O | 20 km    |
| C       | 67° 12′ N, 92° 12′ O / 67.2°N,92.2°O | 15 km    |
| L       | 66° 06′ N, 90° 00′ O / 66.1°N,90.0°O | 23 km    |